# 韦罗利
韦罗利（義大利語：Veroli），是意大利弗罗西诺内省的一个市镇。总面积120.33平方公里，人口20759人，人口密度172.5人/平方公里（2009年）。ISTAT代码为060085。